# 636-й артиллерийский полк противотанковой обороны
636-й артиллерийский полк противотанковой обороны — воинское подразделение Вооружённых Сил СССР во время Великой Отечественной войны.

## История
СФормирован в Уральском военном округе в Челябинске в феврале-апреле 1941 года на базе 598-го лёгкого артиллерийского полка 174-й стрелковой дивизии как гаубичный артиллерийский полк, однако был переформирован в 
полк противотанковых орудий.
В составе действующей армии с 22 июня 1941 года по 29 сентября 1941 года.
К началу войны входил в состав 9-й артбригады ПТО, имел в составе 2331 человек личного состава, 92 орудия, 84 автомашины, 35 тракторов, дислоцировался в районе Бубяй, прикрывая дорогу на Шяуляй.
Уже 20 июня 1941 года развернулся на рубеже Бурчишке, Кряпсай, Бурнишке, Кельме, имея около 8 километров фронта обороны. Днём 22 июня 1941 года командир полка остановил два отступавших от границы полка 125-й стрелковой дивизии, и, подчинив их себе, обеспечил мощную полосу обороны.
Вступил в бои рано утром 23 июня 1941 года, и, занимая выгодные позиции на высотах, успешно отбивает все атаки врага вплоть до 25 июня 1941 года, когда был обойдён и вынужден отойти. За время боёв полк уничтожил много бронетехники и живой силы врага - только А.И.Серов наводчик орудия 8-й батареи, уничтожил 18 танков и 1 штурмовое орудие.
С 27 июня 1941 года подчинён 10-му стрелковому корпусу и до начала июля 1941 года действует вместе с ним отходя к Риге и обеспечивая её оборону. В начале июля 1941 года полк был переброшен в район Пскова, ведёт бои в районе Острова, отступает по направлению к Старой Руссе, 18 июля 1941 года ведёт бои в районе Дно, к 24 июля 1941 года находился в районе Старой Руссы, по-видимому с конца июля 1941 до середины августа 1941 года ведёт бои под Старой Руссой.
29 сентября 1941 года, по-видимому, выведен из боёв, переименован в 289-й артиллерийский полк противотанковой обороны и направлен на Западный фронт

## Полное наименование
- 636-й артиллерийский полк противотанковой обороны

## Подчинение
| Дата            | Фронт (округ)         | Армия      | Корпус | Дивизия                                            | Бригада | Примечания |
| --------------- | --------------------- | ---------- | ------ | -------------------------------------------------- | ------- | ---------- |
| 22.06.1941 года | Северо-Западный фронт | 8-я армия  | -      | 9-я артиллерийская бригада противотанковой обороны | -       | -          |
| 01.07.1941 года | Северо-Западный фронт | 8-я армия  | -      | 9-я артиллерийская бригада противотанковой обороны | -       | -          |
| 10.07.1941 года | Северо-Западный фронт | 11-я армия | -      | 9-я артиллерийская бригада противотанковой обороны | -       | -          |
| 01.08.1941 года | Северо-Западный фронт | -          | -      | 9-я артиллерийская бригада противотанковой обороны | -       | -          |
| 01.09.1941 года | Северо-Западный фронт | 11-я армия | -      | 9-я артиллерийская бригада противотанковой обороны | -       | -          |

## Командование
- Прокудин Борис Никанорович, подполковник